# Casas de los Pinos
Casas de los Pinos település Spanyolországban, Cuenca tartományban. Casas de los Pinos San Clemente, Casas de Fernando Alonso, Casas de Haro, Minaya és Villarrobledo községekkel határos. Lakosainak száma 389 fő (2024).

## Népesség
A település népessége az utóbbi években az alábbiak szerint változott:
| Lakosok száma | 522  | 530  | 522  | 537  | 582  | 522  | 441  | 440  | 417  | 389  |
|               | 2001 | 2004 | 2006 | 2009 | 2011 | 2014 | 2016 | 2019 | 2021 | 2024 |